# Melchisedec Ștefănescu
Melchisedec Ștefănescu (Mihail, pe nume de mirean, n. 15 februarie 1823, Gârcina, județul Neamț — d. 16 mai 1892, Roman, Neamț) a fost un episcop și istoric român, politician, membru titular (1870) al Academiei Române.

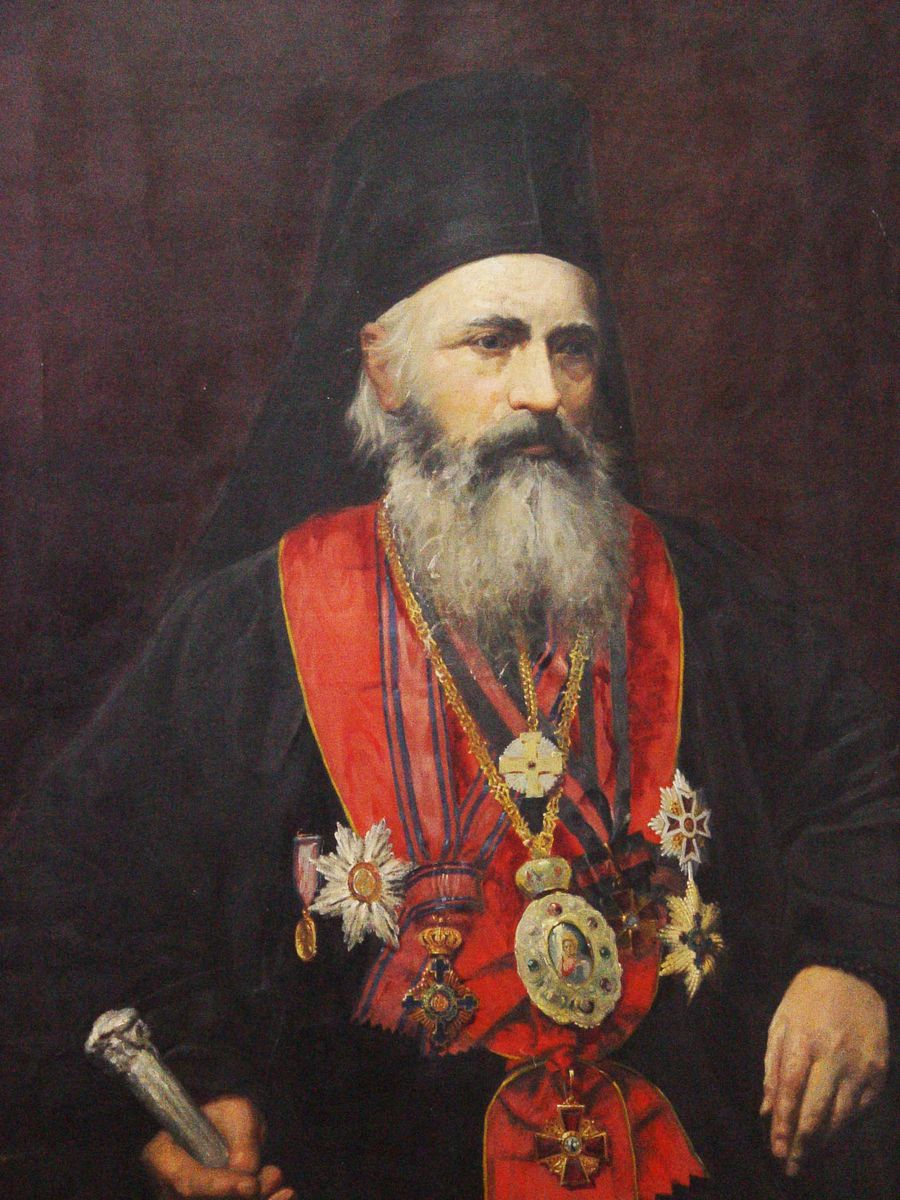
Melchisedec Ștefănescu

## Biografie
Cel ce va rămâne cunoscut cu numele de cleric Melchisedec Ștefănescu se naște la 15 februarie 1823, în familia lui Petru și Ana Ștefănescu, purtând numele de botez Mihail Ștefănescu. Tatăl și bunicul au fost preoți în satul Gârcina, iar mama era fiica preotului Ion Focșa din Negrești. La 7 ani merge la școala din sat, iar la 9 ani este dus în târgul Piatra Neamț și dat la școala de la Biserica Sf. Ion.
,,Părinții văzând în Mihail deșteptăciune și dor de învățătură...și laude aduse de învățătorii lui de până atunci, s-au decis a-l da la o școală mai înaltă". Studiază, astfel, la Seminarul de la Socola (1834 - 1841 și 1842/43), apoi la Academia duhovnicească din Kiev (1848 - 1851), unde a obținut titlul de "magistru în teologie și litere". Învățător în Șerbești - Neamț (1841-1842), profesor suplinitor la Seminarul de la Socola (1843-1848) din nou profesor la același Seminar (1851 - 1856). Profesor și director la Seminarul din Huși (1856- 1861); călugărit cu numele Melchisedec (1843), hirotonit ierodiacon (1844) la Socola, apoi ieromonah în Lavra Pecerska din Kiev (1851), protosinghel (1952) și arhimandrit (1853).  Locțiitor de episcop la Huși (1861 - 1864), fiind hirotonit arhiereu cu titlul "Tripoleos" în 1862, locțiitor (1864), apoi episcop eparhiot - numit prin decret semnat de Al.I. Cuza - al noii eparhii a Dunării de Jos, cu reședința în Ismail (1865 - 1879); la 22 febr. 1879 ales episcop al Romanului, unde a păstorit până la moarte.

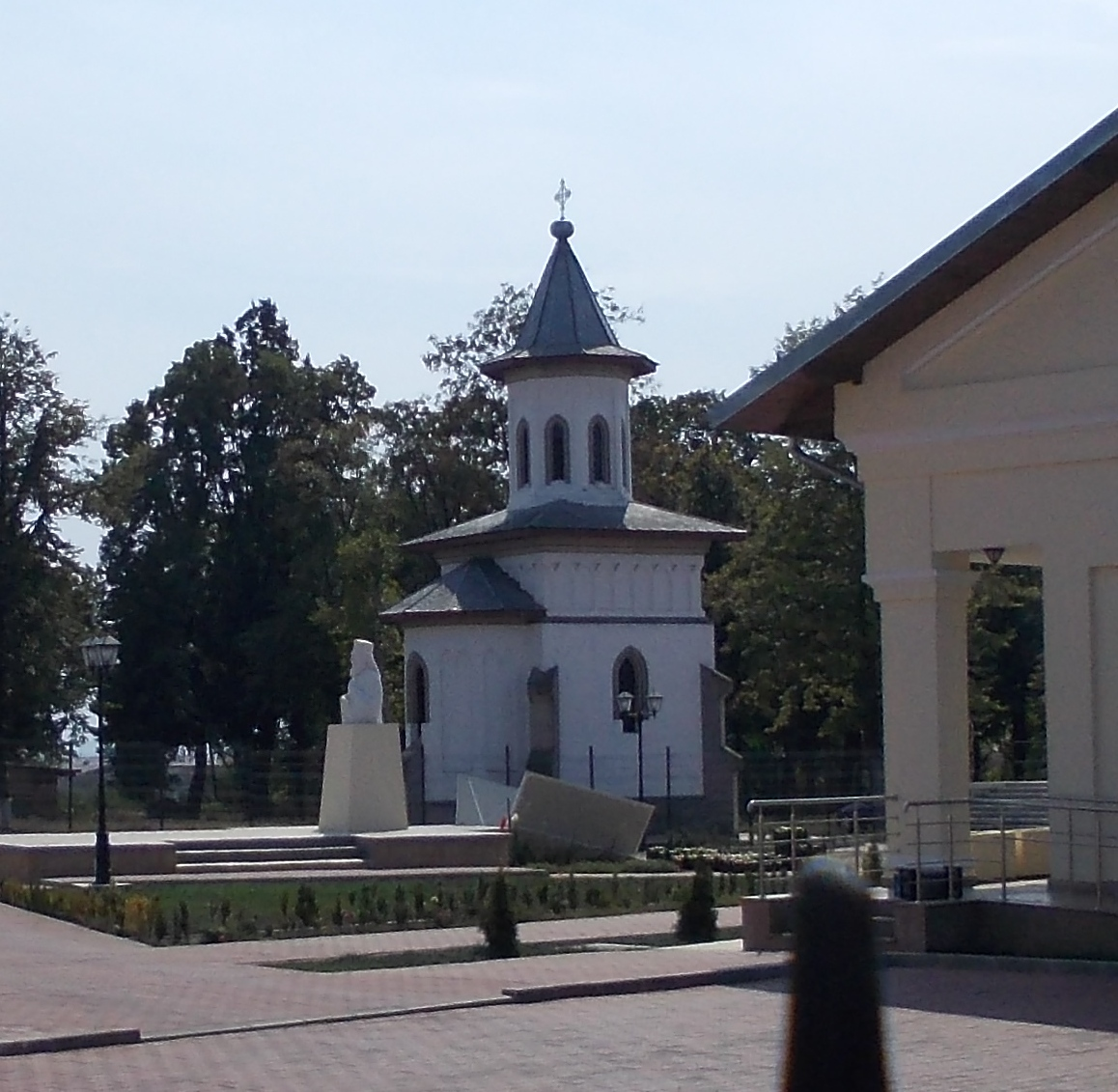
Capela unde este înmormântat Melchisedec Ștefănescu și o statuie reprezentându-l pe acesta

Însuflețit patriot, a luptat pentru unirea Principatelor, fiind ales membru în Divanul Ad-Hoc (1857), a sprijinit reformele lui Al.I. Cuza și Războiul de Independență, a fost ministru al Cultelor (1860), membru de drept în Senatul României și i se încredințează o misiune politică în Rusia (1868).  Precursor al ecumenismului, a fost delegat de Sf.  Sinod la Conferința vechilor catolici de la Bonn (1875).  Ca membru al Sf. Sinod, a prezentat o serie de memorii pentru prosperarea vieții bisericești, ameliorarea stării materiale a clerului, dar mai ales în legătură cu recunoașterea autocefaliei.  A trimis tineri la studii în Rusia (Gavriil Musicescu, Silvestru Bălănești, Constantin Nazarie ș.a.). Prin testament, creează o fundație din care să se acorde burse de studii la Academia duhovnicească din Kiev; biblioteca și colecția sa numismatică le-a dăruit Academiei Române.
Episcopul Melchisedec Ștefănescu a avut serie de realizări gospodărești la cele trei eparhii pe care le-a cârmuit.
Ca profesor de seminar a publicat numeroase manuale didactică, majoritatea prelucrate după cele rusești. A fost unul dintre istoricii de seamă ai vremii sale și a publicat documente slavone, inscripții și însemnări din bisericile din Moldova, monografii de eparhii, biografiile unor ierarhi etc. La 10 septembrie 1870 a fost ales membru activ al Academiei Române iar la sesiuni  a prezentat comunicări, referate și diferite lucrări.
Melchisedec Ștefănescu, considerat „cel mai învățat episcop al românilor”, a avut un rol important în consolidarea noului stat modern român. Acesta a fost un susținător al unității românești, difuzând aceste idei în cadrul public, atât în calitate de învățător, cât și de preot. De asemenea, acesta reușit realizarea unirii dintre cele două biserici din Moldova și Țara Românească, în anul 1865 ținându-se primul Sinod General al Bisericii Ortodoxe Române. Mai mult, a reglementat anumite aspecte ce țin de organizarea vieții sociale și educaționale bisericești. Melchisedec Ștefănescu a contribuit la constituirea Legii Organice (1872), care a prevăzut organizarea Sfântului Sinod al Bisericii Ortodoxe Române, și a obținut recunoașterea autocefaliei Bisericii Ortodoxe, prin redactarea Actului Sinodal (1885). 
Fundația Melchisedec a fost înființată în anul 1892, în municipiul Roman, conform testamentului ierarhului. Amplasamentul acesteia este format din Clădirea Școlii de Cântăreți Bisericești, Clădirea Grădiniței și Centrul social-multifuncțional, iar proprietatea pe care se află acesta a fost cumpărat de către ierarh în anul 1886. Amplasamentul are statut de monument istoric. În perioada regimului totalitar, Fundația a fost desființată printr-un ordin guvernamental, iar patrimoniul a ajuns în posesia Ministerului Învățământului. După căderea comunismului, fundația își reia activitatea sub denumirea de Fundația „Episcop Melchisedec”.  Începând cu anul 2012, amplasamentul dispune două centre sociale, mai exact Centrul de zi „Episcop Melchisedec” și Centrul social multifuncțional „Episcop Melchisedec”. Înaltpreasfințitul Ioachim, Arhiepiscop al Romanului și al Bacăului, are statutul de președinte onorific. De asemenea, se derulează diverse programe culturale, comunitare, medicale, ecologice, de voluntariat, adresate în mod special persoanelor defavorizate din municipiul Roman. Fundația „Episcop Melchisedec” dispune de o filială în municipiul Bacău, înființată în anul 2008, care are aceleași prerogative, mai exact, de a comemora marele ierarh prin realizarea de acte filantropice. 

## Manuale
- Manual de Liturgică, Iași, 1853, X + 132 p. (ed. a II-a București, 1862, XII + 185 p., prelucrare după Ivan Scvortev);
- Manual de tipic, Iași, 1854, 100 p.;
- Teologia dogmatică a Bisericii Ortodoxe catolice de Răsărit, Iași, 1855, VIII + 419 p.;
- Scurtă introducere în cursul științelor teologice, Iași, 1846, VI + 168 p.;
- Catehismul ortodox, Iași, 1857, VIII + 206 p. (trad. după Filaret al Moscovei);
- Introducere în sfințitele cărți ale Vechiului și Noului Testament, 2 vol., Iași, 1860, 230 + 223 p.;
- Teologia Pastorală, parte tradusă, parte prelucrată, București, 1862, 280 p.;
- Alte manuale au rămas în manuscris.

## Lucrări
- Cronica Hușilor și a Episcopiei cu aseminea numire, București 1869, IX + 463 + 175 p. + 3 foi;
- Cronica Romanului și a Episcopiei de Roman, 2 vol., București, 1874-1875, IV + 352 p. (I) + VI + 239 p. (II);
- Lipovenismul, adică schismaticii și ereticii rusești ... . București, 1871, 547 p. (tradusă în grecește și tipărită la Constantinopol în 1876);
- Relațiuni istorice despre țările române din epoca de la finele veacului al XVI-lea și începutul celui de al XVII-lea, București 1882, 55 p.;
- Memoriu despre Tetraevanghelul lui Ștefan cel Mare de la Humor și Tetraevanghelul mitropolitului Grigorie de la Voroneț, București, 1882;
- Inscripția de la Mânăstirea Războieni, București, 1882, 48 p.;
- O vizită la câteva mânăstiri și biserici antice din Bucovina, București, 1883, 65 p.;
- Inscripțiunile bisericilor armenești din Moldova, București, 1883, 71 p.;
- Catalog cu cărțile sârbești și rusești, manuscrise vechi ce se află în biblioteca Mânăstirii Neamț, București, 1983, 71 p.;
- Papismul și starea actuală a Bisericii Ortodoxe din Regatul României, București, 1883, 110 p.;
- Vizita și scrierile lui Grigore Tamblac, București, 1884, 109 p.;
- Notițe istorice și arheologice adunate de pe la 48 de mânăstiri și biserici antice din Moldova, București, 1885, 318 p.;
- Schițe biografice din viața mitropolitului Ungrovlahiei Filaret II (1792) și a altor persoane bisericești contemporane cu dânsul, Roman, 1886, 69 p. (și București, 1987, 80 p.);
- Viața și minunile Cuvioasei Maicei noastre Parascheva cea nouă și istoricul sfintelor ei moaște, București, 1989, 65 p.;
- Tratat despre cinstirea și închinarea icoanelor în Biserica Ortodoxă și despre icoanele făcătoare de minuni din România, București, 1890, 49 p.;
- Biserica Ortodoxă în luptă cu protestantismul, în special cu calvinismul în veacul al XVII-lea și cele două sinoade din Moldova contra calvinilor, București, 1890, 116 p. ș.a.;
- Câteva lucrări de istorie bisericească i-au rămas în manuscris.
- A tradus din limba germană (după K. J. Hefele) 64 de cuvinte sau predici ale Sf. Ioan Hrisostom orânduite după sărbători și duminici (București, 1883), iar din slavonește și grecește câteva cărți de slujbă.
- Se adaugă la toate acestea numeroase discursuri, dizertații, memorii, citite în Sf. Sinod (de pildă: Biserica Ortodoxă și calendarul, 1881, 44 p.;
- Memoriu pentru cântările bisericești în România, 1881, 28 p.;
- Studiu despre ierarhia și instituțiunea sinodului în Biserica Ortodoxă a Răsăritului în genere și despre ierarhia instituțiunii sinodale în Biserica Ortodoxă Română, 1883, 75 p.);
- O Carte de rugăciuni, 1884, 233 p.;
- Corespondență publicată mai târziu).
- Biographia prea sântitului Dionisie Romano, episcopul de Buzău, Tipografia Academieĭ române, 1882

reeditări
- Chronica Romanului și Episcopiei de Roman, autor Melchisedec Ștefănescu, ediție îngrijită, studiu introductiv, transliterare, note și comentarii, prof. univ. dr. Tudor Ghideanu, 450 p. Ed. Mușatinia, Roman 2008 ISBN 978-973-87777-2-9